# 代数结构
在泛代数中代数结构（英語：Algebraic structure）是在一种或多种运算下封闭的一个或多个集合。
例如，群、环、域和格的代数结构。更复杂的结构可以被定义为通过引入多个操作，不同的基础集，或通过改变限定公理。更复杂的代数结构的实例包括向量空间，模和代數 (環論)。关于代数结构的的详细情况，参见各个链接。
一个代数结构包含集合及符合某些公理的运算或关系。
集U上定义二元运算形成的系统称为代数系统，如果对于任意a,b∈U,恒有f(a·b)∈U。二元运算可推广至多元运算F,则相应的封闭性要求则改为：对于任意a,b,c,d,......∈U,恒有F(a,b,c,d,......)∈U。有的书上对封闭性未作要求，并称之为广群。运算f是一个从A×B→C的映射，若A=B=C,则称运算f是封闭的。

## 样例

### 单个集合的例子
简单结构: 没有定义二元运算的情况:
- 集合: 没有定义二元运算的集合S可看成是一个退化的代数结构。

## 参阅
- 数学结构
- 结构 (数理逻辑)
- 自由對象